# Ingleses do Rio Vermelho
Ingleses do Rio Vermelho é um distrito de Florianópolis situado no nordeste da ilha de Santa Catarina, entre os distritos de Cachoeira do Bom Jesus e São João do Rio Vermelho, criado a partir de um decreto em 1831. A origem de seu nome é atribuída ao naufrágio de um navio inglês ocorrido em meados do século XVIII, tendo alguns tripulantes optado por residir na região.
Possui uma área de 20,47 km² e sua população em 2000 era de 16.514 habitantes. Além da sede (Ingleses Centro), fazem parte do distrito as localidades de Ingleses Norte, Sul, Sítio do Capivari, Costão Golf, Santinho e Comunidade do Siri.
Localizada a 35 km do centro, a Praia dos Ingleses é de todas as praias de Florianópolis a que possui a maior população residente. Grandes investimentos foram feitos nos últimos anos, dotando o balneário de infra-estrutura turística — formada por hotéis, pousadas, bares e restaurantes — que permite receber turistas em qualquer época do ano.
Grande parte da população local é proveniente de outras cidades e estados, e a cultura açoriana não é hoje tão marcante como em outras localidades da Ilha. Ao longo do ano, várias festas de caráter religioso são realizadas. As atividades principais estão relacionadas ao comércio, à construção civil e principalmente ao turismo. A pesca, que por muitos anos foi o principal meio de subsistência da população, é realizada de forma artesanal e assim mesmo nos períodos de temperaturas mais baixas, essencialmente. Destaca-se a pesca da tainha.